# Juvenile Delinquent
Juvenile Delinquent ist das letzte Studioalbum des britischen Bluesmusikers Alexis Korner aus dem Jahr 1984.

## Entstehungsgeschichte
Nachdem Korner Just Easy im Jahre 1978 auf den Markt gebracht hatte, hatte er keine Studioplatte mehr gemacht, bevor er im Oktober 1983 wieder in das Studio ging. Dort arbeitete er an vielen Titeln, die er in der Zwischenzeit geschrieben hatte. Doch zu dieser Zeit wurde Korner schwer krank und starb am 1. Januar 1984 im Alter von 55 Jahren. Er konnte das Album nicht mehr fertigstellen. Die sechs bis dahin fertig aufgenommenen Titel wurden auf diesem Album zusammengestellt, während die unfertigen weiteren Stücke dieser Sessions bis heute unveröffentlicht sind.

## Live-Aufnahmen
Gerade von diesen Liedern sind Livemitschnitte sehr selten, da Korner noch vor der Fertigstellung des Albums verstarb. Unter Insidern existieren jedoch diverse Aufnahmen:
- King B.B. – Live im Roundhouse 1982
- Juvenile Delinquent – Live im Roundhouse 1982
- Mean Fool – Live am 25. April 1983 im Marquee Club, London
- Mean Fool – BBC Aufzeichnung vom Dezember 1983

## Titelliste
1. Beirut  (Peter Sarstedt)
2. Mean Fool  (A. Korner)
3. The Sphinx (Joey Alkes / Chris Fradkin / Mitch Rafal)
4. Get Off of My Cloud (Mick Jagger / Keith Richards)
5. King B.B. (A. Korner)
6. Juvenile Delinquent  (A. Korner)

## Die Titel
Mit Juvenile Delinquent und Mean Fool sind zwei autobiografische Songs auf dem Album. Dies ist für Korner sehr untypisch. Eine Coverversion des Rolling-Stones-Lieds Get Off of My Cloud hatte Korner bereits für ein gleichnamiges Album zusammen mit Steve Marriott 1975 aufgenommen. Hier spielte er das Lied neu ein, das Arrangement ist das gleiche. Mit King B.B. hat Korner eine Hommage an den Bluesmusiker B.B. King aufgenommen.

## Musiker
- Alexis Korner – Gitarre, Gesang
- Colin Hodgkinson – Bass
- Alan Ross – Gitarre
- Adam Sieff – Slide-Gitarre
- Robin Lumley – Synthesizers
- Morris Pert – Percussion
- Tony Hicks – Schlagzeug[5]

## Ausstattung des Albums
Das „mit Liebe zum Detail gestaltete Innen-Cover“ stammt von Peter Frame, dem Verfasser der Family Rock Trees und zeichnet den Einfluss von Korner über seine Schüler auf die britische Musikszene nach.

## Rezeptionsgeschichte
Bernward Meier lobt im Musikexpress die „hervorragende Edition der Plattenfirma“, die nicht den traurigen Anlass ausgenutzt habe, um allerlei Halbfertiges und Nicht-Autorisiertes zu veröffentlichen. Er gibt der Mini-LP mit den sechs letzten eingespielten Songs Korners 3 1/2 Sterne.